# Tè-Agbanlin
Tè-Agbanlin est, au XVIIIe siècle, le fondateur du royaume de Xogbonu (ou Hogbonou) qui deviendra Porto-Novo, l'actuelle capitale du Bénin.

## D'Allada à Xogbonu
À la mort du roi d'Allada Lansuhouto vers 1700, ses héritiers (Medji, Tè-Agbanlin et Aho Daco-Donu) se disputent le trône. Après avoir trouvé un accord, les trois frères Agasuvi décident que Medji sera le successeur de leur père, Tè-Agbanlin devra aller s'établir au sud du royaume d'Allada et Aho Daco-Donu partira vers le nord,.
Pour l'anecdote, Tè-Agbanlin, comme son frère Aho Daco-Donu, volent un objet ayant appartenu à leur père pour faciliter l'établissement du nouveau royaume. Celui de Tè-Agbanlin est une canne qui deviendra un instrument de musique appelé « fer volé » qui permettrait de chasser les esprits du roi, au cas où celui-ci reviendrait pour se venger de ses fils.
Arrivé à Xogbonu, aujourd'hui Porto-Novo, Tè-Agbanlin est confronté aux Yoruba (musulmans) qui s'y étaient installés après avoir fui la guerre à l'empire d'Oyo, dans l'actuel Nigeria. Ils lui refusent l'hospitalité et lui déclarent la guerre. Selon la légende, Tè-Agbanlin fait alors appel au masque Zangbéto (« Gardien de la nuit »), un esprit vodun qui a pour rôle de veiller sur le sommeil des habitants et surtout d'éloigner les mauvais esprits et les voleurs. Lorsqu'il souffle dans le masque, les Yoruba prennent peur et s'enfuient.
Tè-Agbanlin devient le fondateur et le premier roi du royaume de Xogbonu qui prendra par la suite le nom de Porto-Novo, qui signifie en portugais « le nouveau port ».

## Héritage du passé

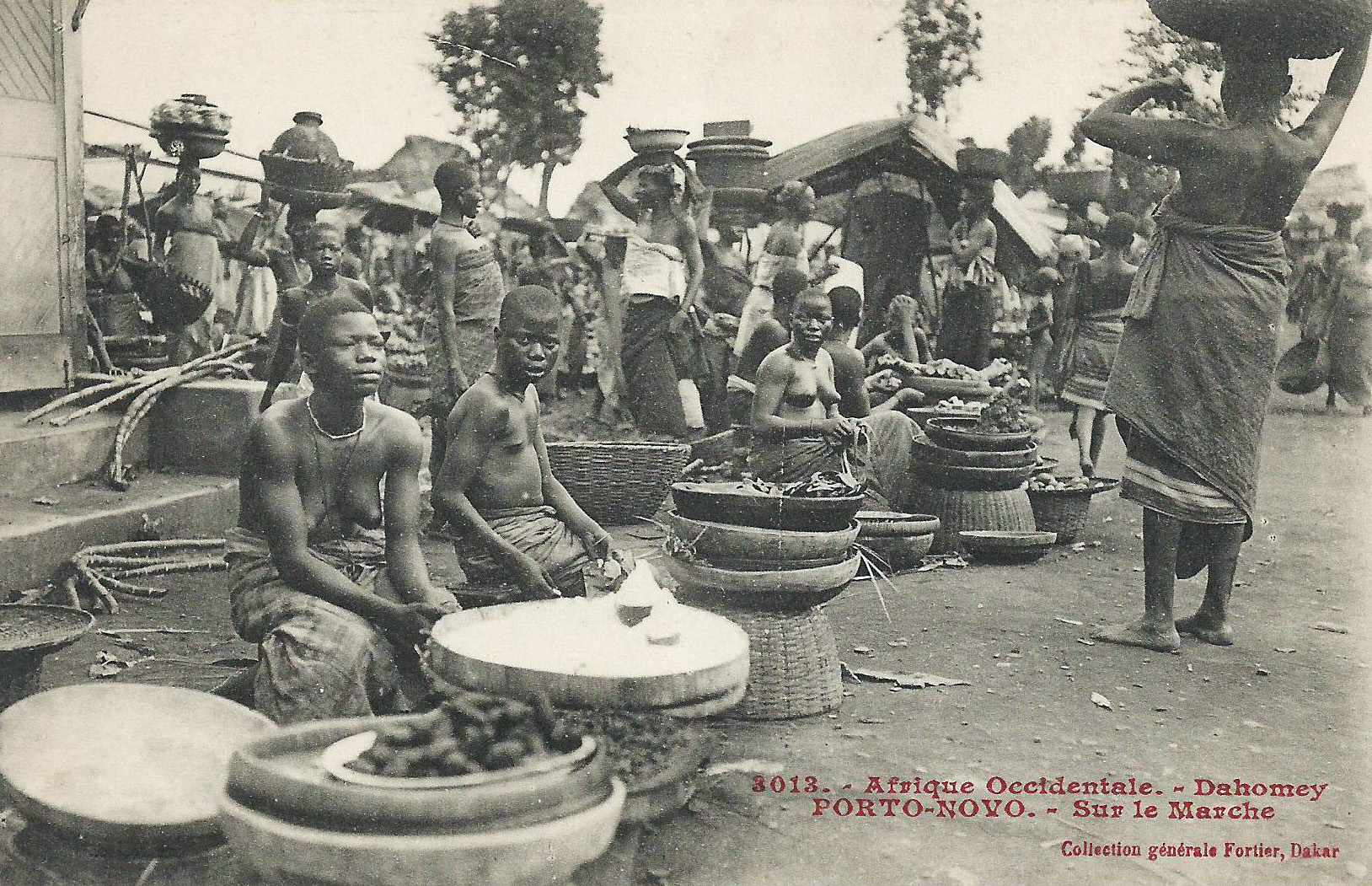
Marché à Porto-Novo.
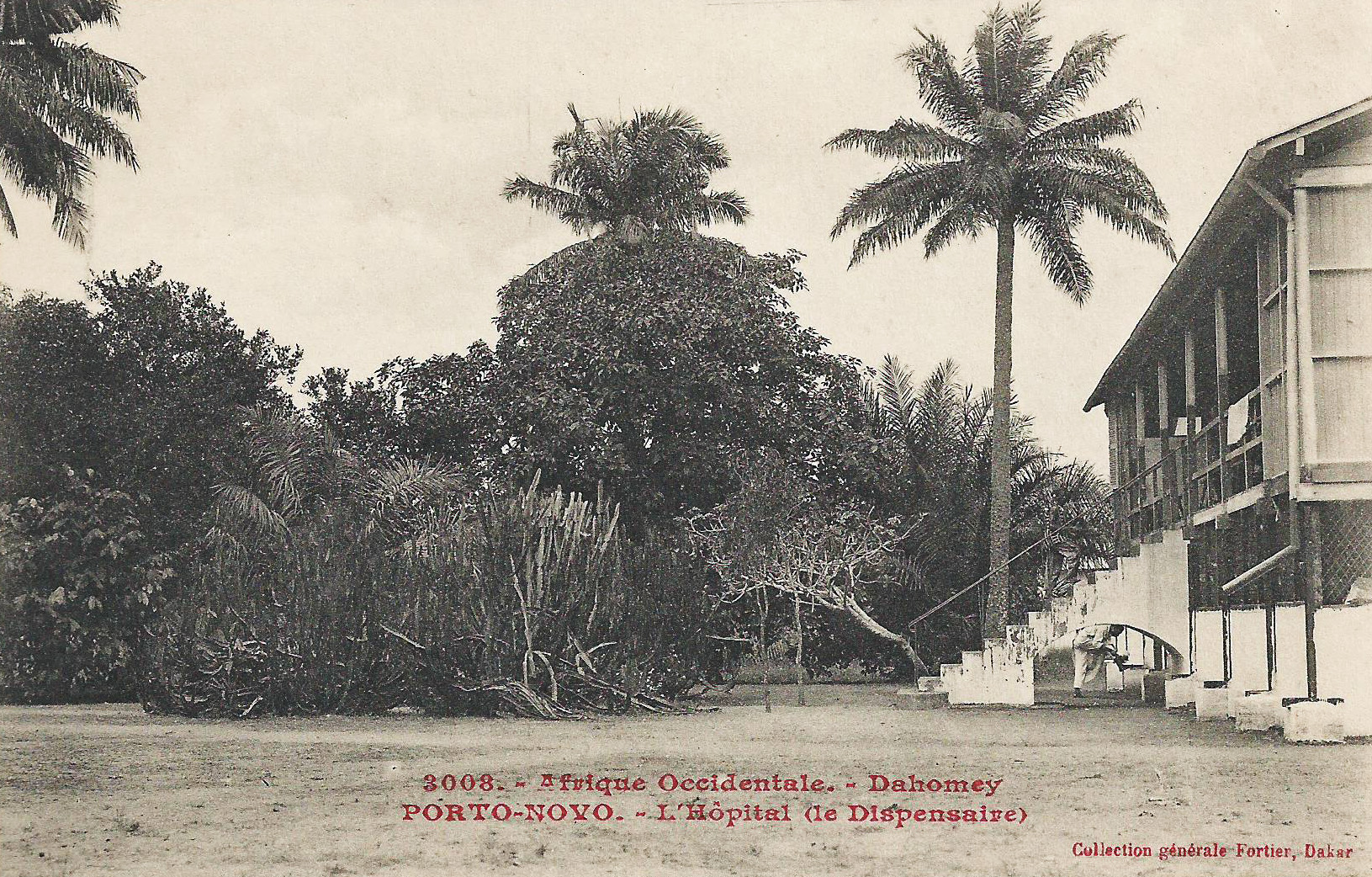
Dispensaire.
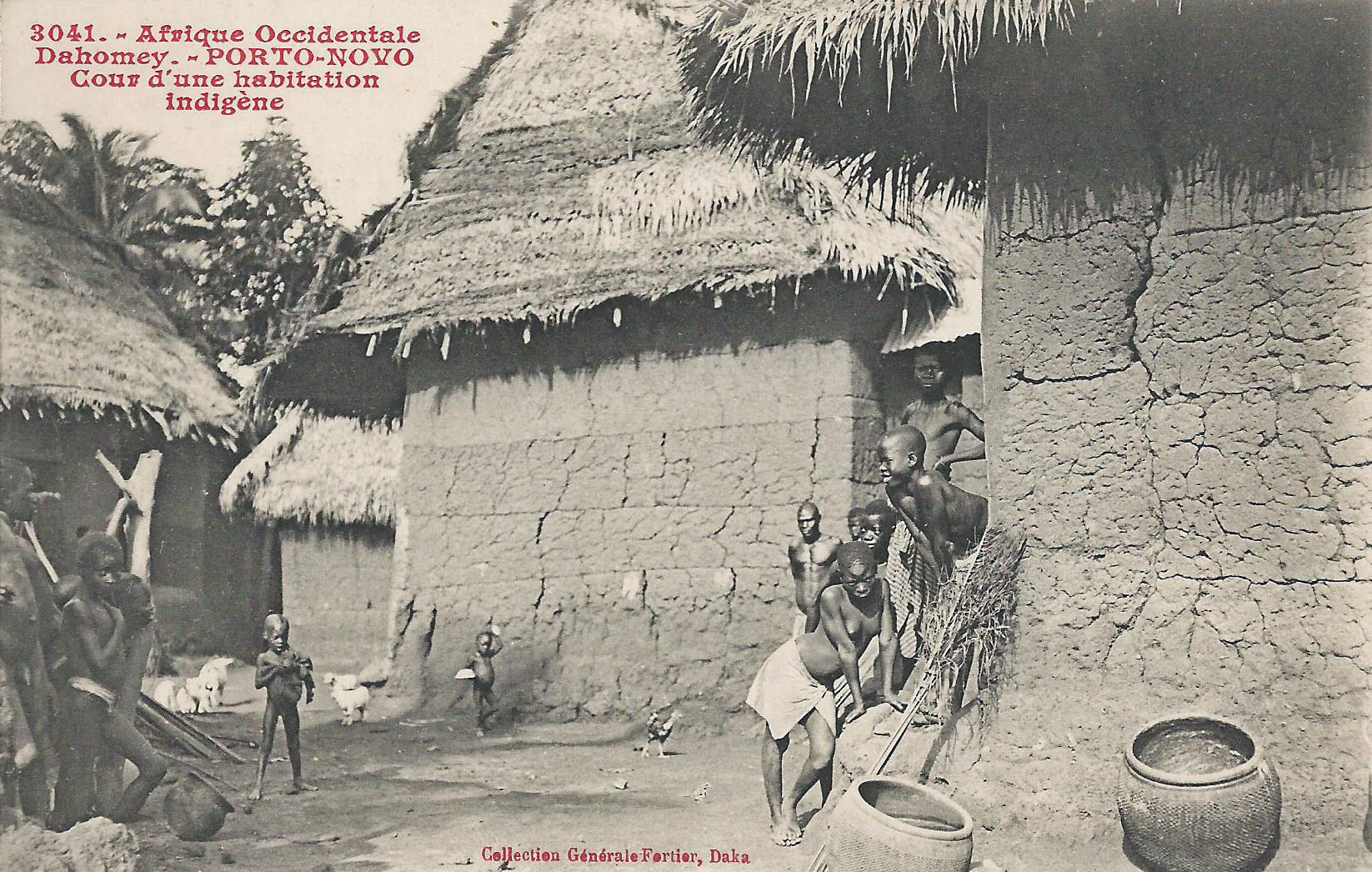
Cour d'une habitation indigène.
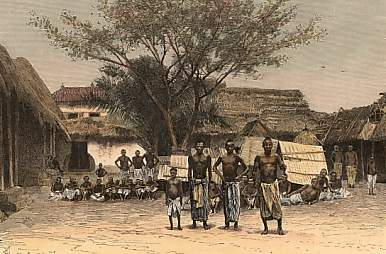
Habitants (1887).
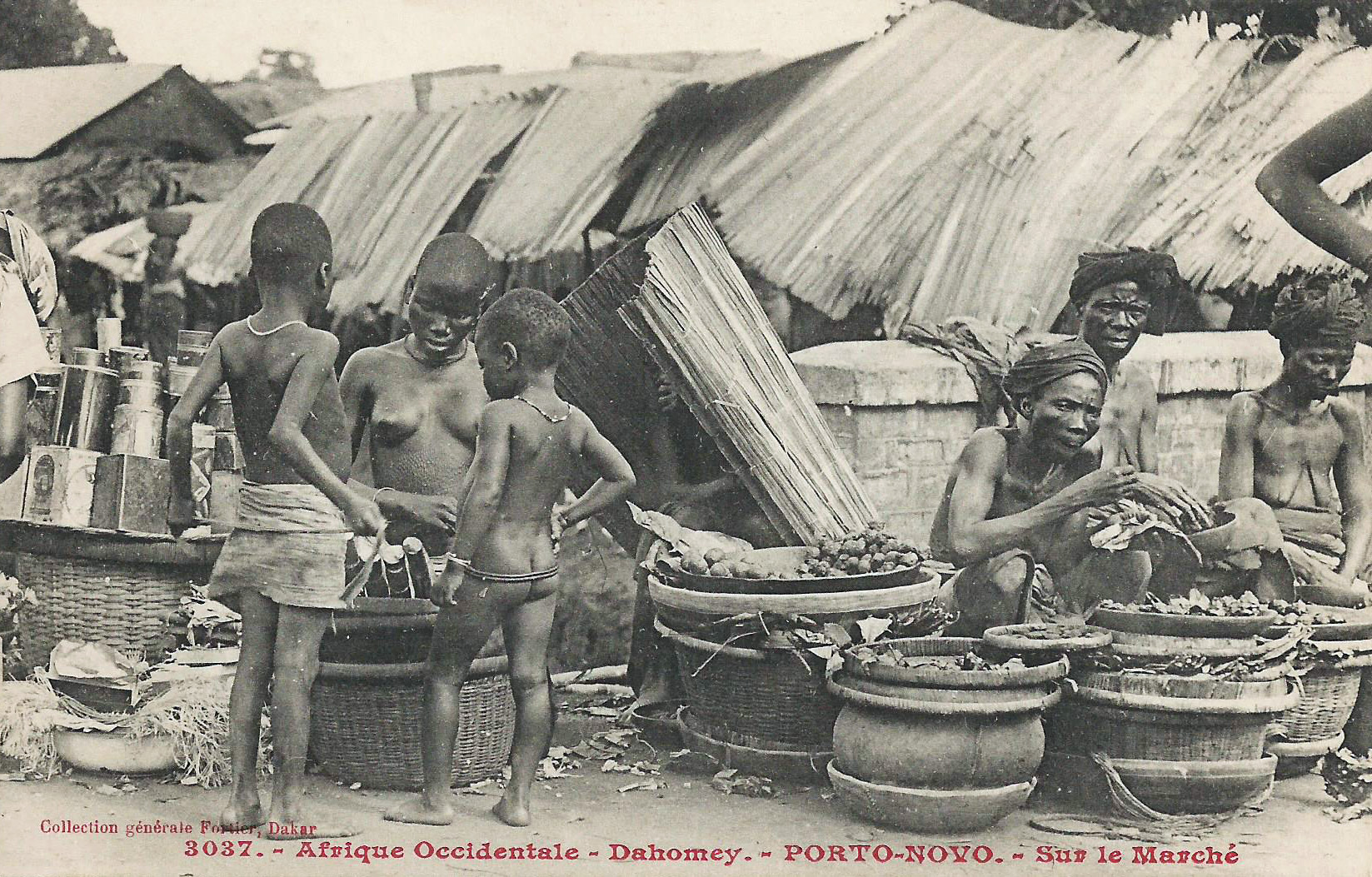
Au marché à l'époque coloniale.

## Iconographie
Que ce soit dans le royaume de Dahomey ou dans celui d'Allada, chaque roi possède une iconographie qui lui est spécifique. Le symbole de Tè-Agbanlin est la corne d'antilope que l'on voit représentée notamment sur les portes du temple Zangbeto

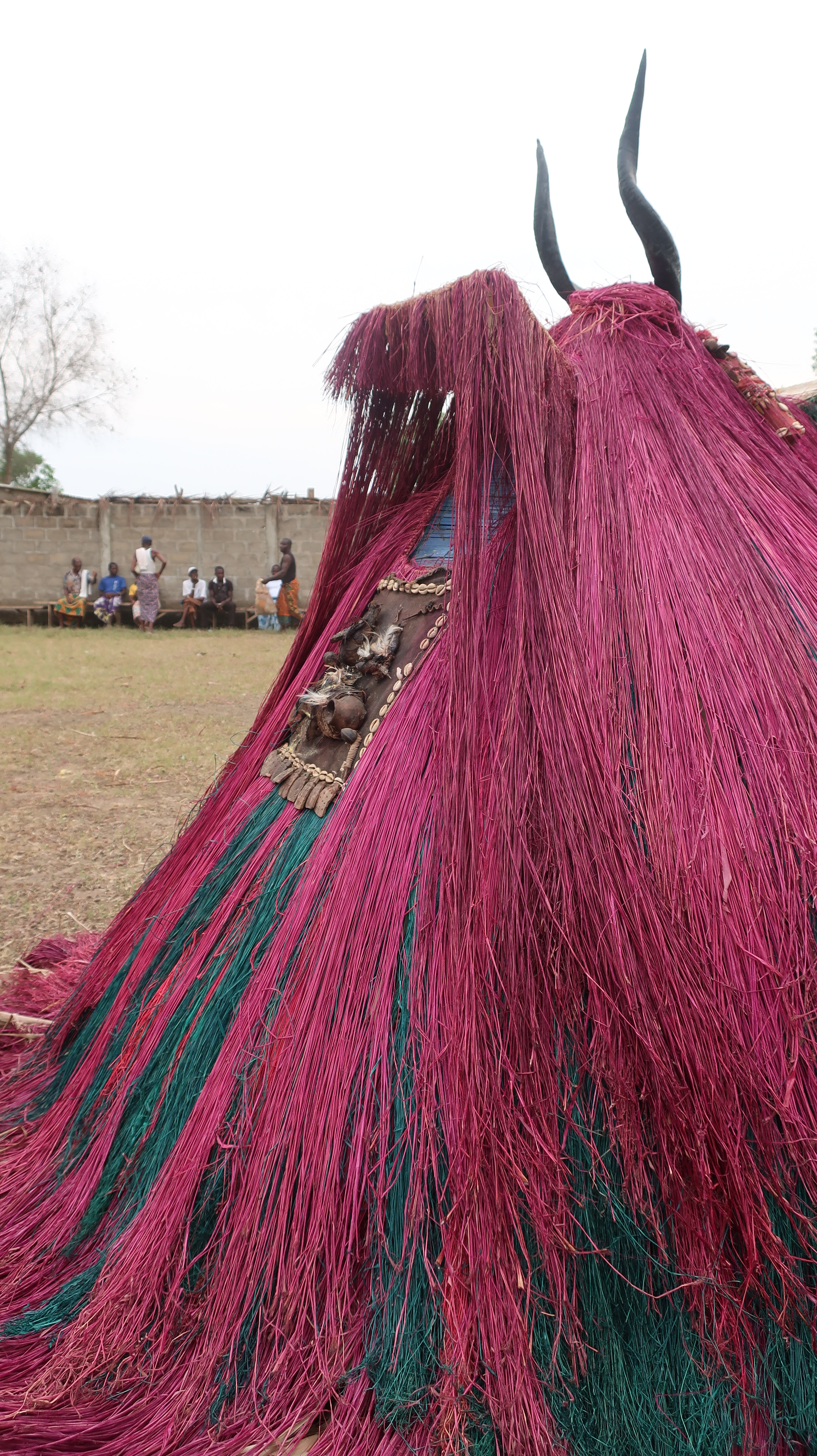
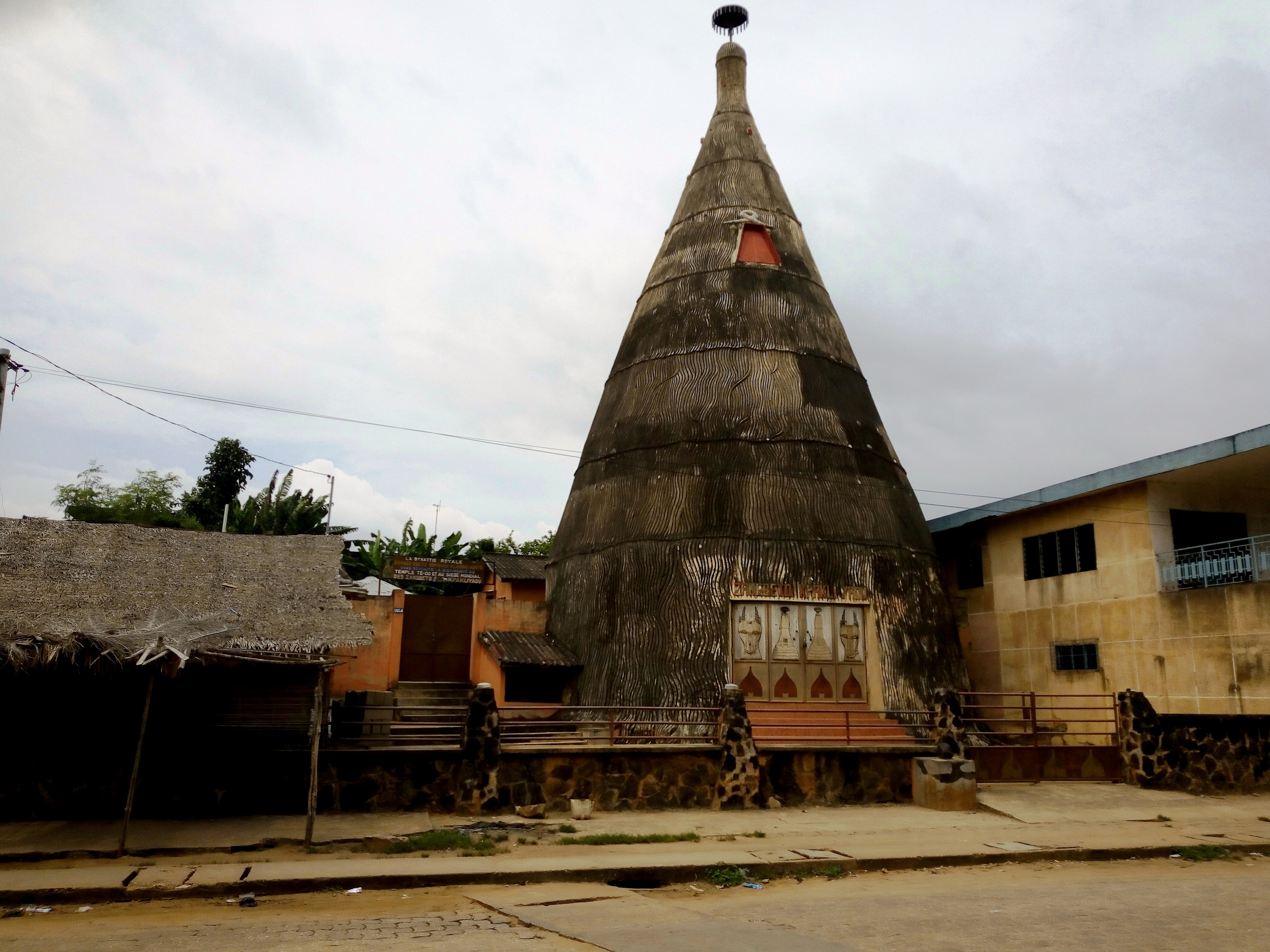
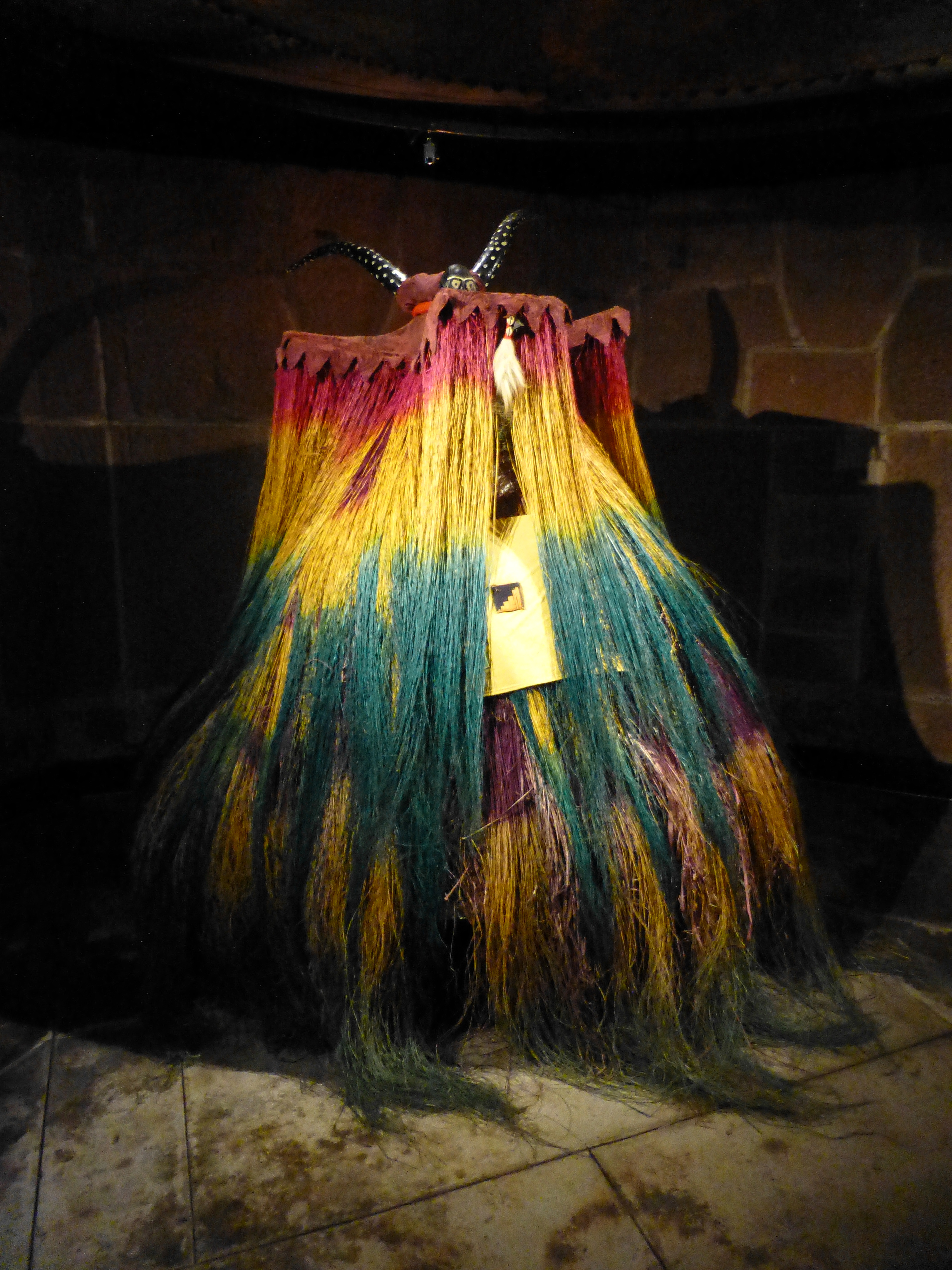
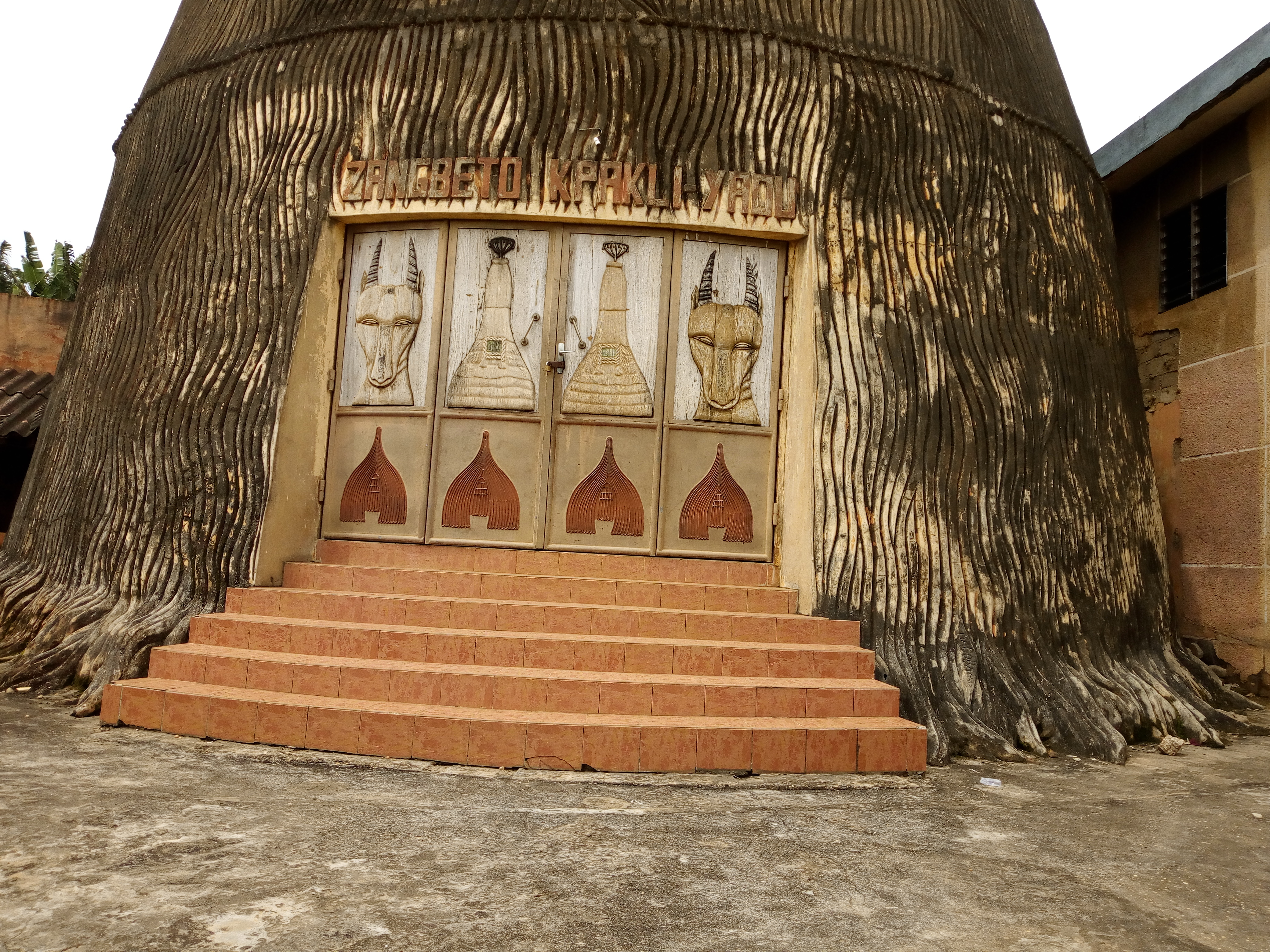
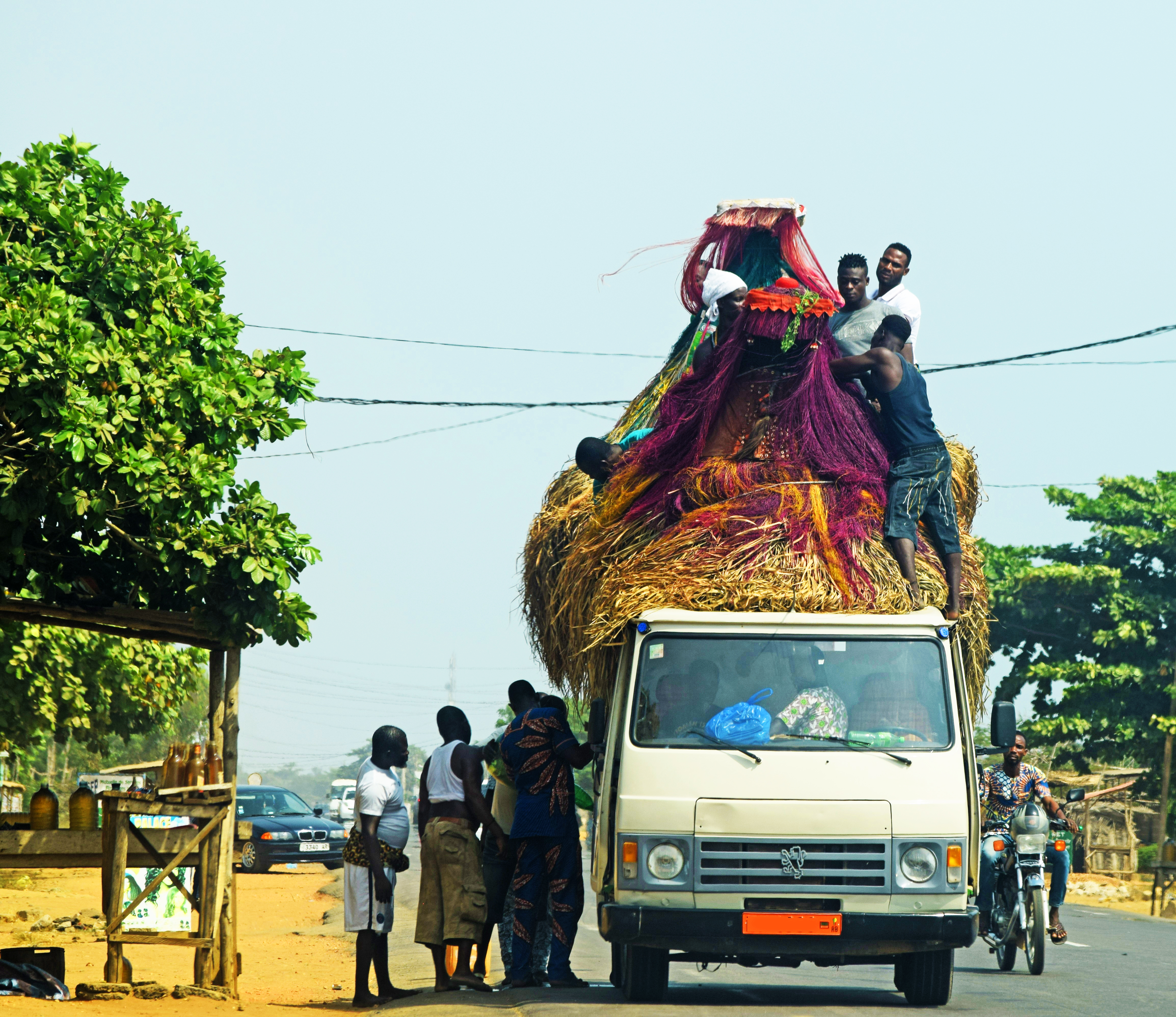